# Of Vengeance and Violence
Of Vengeance and Violence – trzeci album studyjny amerykańskiej grupy muzycznej Dry Kill Logic.

## Lista utworów
1. L5 (1:02)
2. My Dying Heart (3:50)
3. 4039 (4:16)
4. Caught In A Storm (4:03)
5. From Victim To Killer (3:51)
6. The Innocence Of Genius (0:27)
7. Boneyard (3:26)
8. Kingdom Of The Blind (4:03)
9. Dead Mans Eyes (4:08)
10. Confidence vc Consequence (3:33)
11. Breaking The Broken (2:58)
12. Lying Through Your Teeth (3:40)
13. In Memoria (13:33)